# 西新町 (名古屋市)
西新町（にししんちょう）は、愛知県名古屋市東区の地名。当地域の人口は0世帯・0人（2019年2月1日現在）。住居表示未実施。

## 地理
名古屋市東区南西端部に位置する。東は東新町、西は中区、南は中区、北は東桜一丁目に接する。

## 歴史

### 町名の由来
1660年（万治3年）の大火により焼失した蒲焼町あたりの武家屋敷を再建するために新たに作られた町のうち、西側に位置したことによるという。

### 沿革
- 1878年（明治11年）12月20日 - 名古屋区編入に伴い、同区西新町となる[1]。
- 1889年（明治22年）10月1日 - 名古屋市成立に伴い、同市西新町となる[1]。
- 1908年（明治41年）4月1日 - 中区および東区編入に伴い、中区・東区西新町が成立する[1]。
- 1912年（大正元年） - 愛知歯科医学校が再興される[4]。
- 1944年（昭和19年）2月11日 - 中区および東区西新町がそれぞれ栄区に編入され同区西新町となる[1]。
- 1945年（昭和20年）11月3日 - 栄区廃止に伴い、中区西新町となる[1]。
- 1946年（昭和21年）4月15日 - 中区西新町より一部が東区に編入され、東区西新町が成立する[5]。
- 1976年（昭和51年）1月18日 - 東区西新町の一部が同区東新町・東桜一丁目に編入される[5]。また、中区西新町の全域が同区新栄町に編入され、消滅[6]。

## 施設
- 中部電力ビル西館[3]

## その他

### 日本郵便
- 郵便番号 : 461-0007[WEB 3]（集配局：名古屋東郵便局[WEB 6]）。

### WEB
1. ↑  “愛知県名古屋市東区の町丁・字一覧”.   人口統計ラボ. 2017年10月7日閲覧。
2. 1 2  “町・丁目(大字)別、年齢(10歳階級)別公簿人口(全市・区別)”.   名古屋市 (2019年2月20日). 2019年3月10日閲覧。
3. 1 2  “郵便番号”.  日本郵便. 2019年3月17日閲覧。
4. ↑  “市外局番の一覧”.   総務省. 2019年1月6日閲覧。
5. ↑  名古屋市役所市民経済局地域振興部住民課町名表示係 (2017年3月15日). “東区の町名一覧”.   名古屋市. 2017年10月7日閲覧。
6. ↑  郵便番号簿 平成29年度版 - 日本郵便. 2019年03月10日閲覧 (PDF)

### 書籍
1. 1 2 3 4 5 6  名古屋市計画局 1992, p. 783.
2. 1 2  「角川日本地名大辞典」編纂委員会 1989, p. 1514.
3. 1 2  名古屋市計画局 1992, p. 151.
4. ↑  名古屋市会事務局 1963, p. 193.
5. 1 2  名古屋市計画局 1992, p. 736.
6. ↑  名古屋市計画局 1992, p. 784.